# Star Tribune
Star Tribune (рус. Стар трибьюн) — самая тиражная газета в американском штате Миннесота.

## История
15 января 2009 года газета объявила о своём банкротстве. За два года до этого издание было приобретено медиагруппой Avista Capital Partners за 530 миллионов долларов. Согласно документам нью-йоркского суда по банкротствам, активы на момент банкротства оценивались в 493,2 миллиона долларов, долги при этом превышали 661 миллионов долларов. Причиной процедуры банкротства объявлено было падение рекламного рынка (в 2004 году прибыль составила 115 миллионов долларов, в 2007 году — уже 57 миллионов, а в 2008 году — всего 36 миллионов).
По объёмам тиражей газета на тот момент занимала десятое место в США, а её ежедневный тираж составлял около 334 тысяч экземпляров.